# Anauxesis elongata
Anauxesis elongata är en skalbaggsart som först beskrevs av Brancsik 1897.  Anauxesis elongata ingår i släktet Anauxesis och familjen långhorningar.
Artens utbredningsområde är Madagaskar. Inga underarter finns listade i Catalogue of Life.